# رنا الدرعي
رنـا الدرعي - هي رنا ربيع حارب الدرعي، لاعبة وحكمه إماراتية لمباريات كرة القدم .

## السيرة الذاتية
ولدت رنا في 1988م ، وهي تعمل موظفة ، أما عن فكرة التحكيم - فتقول رنا : أنها لاقت قبولاً كبيراً من أسرتها، مؤكدة أن الأمر كان بالنسبة لها تجربة جديدة، قبل أن يصبح التحكيم جزءاً من حياتها
تميزت الحكمة : «رنا الدرعي» في مجال تحكيم كرة القدم، إذ أظهرت نبوغاً وتميزاً تحكيمياً، جعلها تتجاوز اختبارات لجنة الحكام في الاتحاد الدولي لكرة القدم بنجاح،
وتطمح الدرعي إلي تحكيم مباريات كرة القدم ليس فقط فيما يخص كرة القدم النسائية ، ولكن أيضاً فيما يتعلق بكرة القدم عامة. وهي واحدة من الرائدات الإماريات الملهمات في مجال كرة القدم النسائية.

## الانجازات الرياضية[1]
- حاصلة علي الشارة الدولية في التحكيم من الأتحاد الدولي لكرة القدم "فيفا".بعد ثلاث سنوات فقط من دحولها المجال.2014م
- أول حكمه إماراتية لمباريات كرة القدم.
- رائدة وملهمة في مجال كرة القدم النسائية.
- إدارة اللقاء الودي الذي جمع منتخب سيدات البحرين بنظيره الباكستاني.[3]